# Jean Crespon
Jean Crespon est un naturaliste français, né le 14 octobre 1797 à Nîmes et mort le 1er août 1857 dans cette même ville.

## Biographie
Issu d’une famille pauvre, il exerce de nombreux métiers comme barbier, soldat ou poète. Il apprend la taxidermie, la vente d’animaux naturalisés lui permet de se consacrer à l’histoire naturelle.
Il fait paraître en 1840 un grand volume de 564 pages intitulé Ornithologie du Gard et des pays circonvoisins où il décrit 321 espèces d’oiseaux. Ce livre lui vaut les éloges de la part de nombre de naturalistes de son époque. Ainsi, Isidore Geoffroy Saint-Hilaire (1805-1861) lui reconnaît beaucoup de valeur car il est fait sur la nature et non sur les livres comme tant d'autres.
En 1844, il fait paraître un ouvrage encore plus ambitieux intitulé La Faune méridionale en deux volumes. Crespon y décrit 27 nouvelles espèces. Les vingt dernières années de la vie de Crespon sont difficiles : malade, il finit par ne plus pouvoir s’occuper de ses collections dont nombre de spécimens disparaissent. Elles sont léguées au Muséum de Nîmes créé en 1895.
Il repose au cimetière protestant de Nîmes.